# Swissmetro

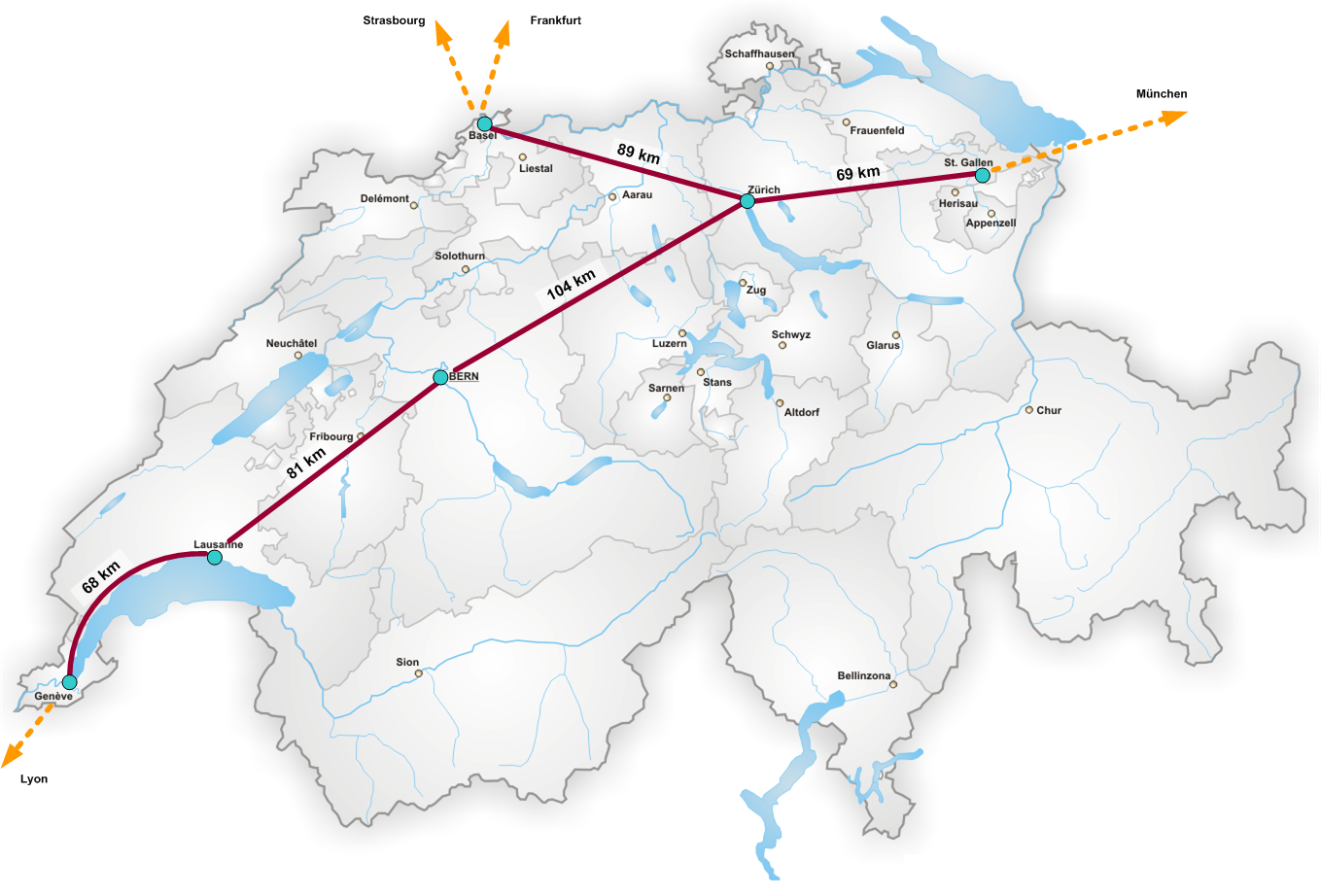
Swissmetro hálózat

A Swissmetro egy jövőbeli nagyszabású svájci közlekedési terv, melynek során a fontosabb svájci városokat egy földalatti nagysebességű maglev hálózattal kapcsolnák össze.
Ezekkel a vonatokkal a nagyobb svájci városok között az utazási idő jelentősen csökkenne. Például Bern és Zürich között InterCity vonattal a menetidő 60 perc, ez a jövőben csak 12 perc lenne.
Bár a Swiss Federal Institute több tesztet és tervet is készített, a projektet valószínűleg nem indítják el a közeljövőben. Azonban Kína érdeklődést mutatott a terv iránt, így a technológia más projektekben még megjelenhet.